# Castello di Zena
Il castello di Zena è un complesso di sei edifici storici situato a Zena, frazione del comune italiano di Carpaneto Piacentino, in provincia di Piacenza. Si trova nella pianura Padana, tra i torrenti Riglio e Chero, 4 km a sud della via Emilia, a 13 km dalla città di Fiorenzuola e a 20 km dal capoluogo provinciale.

## Storia
La data esatta di costruzione del complesso non è nota, mentre le prime notizie storiche risalgono al settembre 1216 quando truppe cremonesi dirette a Pontenure distrussero l'edificio. Il 6 settembre 1373, nell'ambito della guerra che vedeva contrapposti la chiesa alla famiglia Visconti, Francesco Confalonieri prese possesso del castello costringendo alla fuga Leonardo Dolzani, che ne aveva preso possesso in favore dei Visconti. Ritornato sotto il controllo della famiglia Dolzani, nel gennaio del 1386 venne ceduto, come parte di un terreno esteso per 12 pertiche, a Pietro Ziliani da parte di Giovanni e Marco Dolzani per la cifra di 400 lire piacentine. Nel 1401, secondo altre fonti nel 1412, la famiglia Dolzani, nel frattempo ritornata ancora proprietaria dell'edificio, lo cedette nuovamente, in questo caso a Raffaello Fulgosi.
Di proprietà del parmigiano Morello Scolari nella seconda parte del XV secolo, nel 1494 fu venduto dal figlio di questi, Traiano, a Francesco Sforza di Santa Fiora. Morto senza eredi diretti lo Sforza, il castello passò alla vedova Orsina Torelli di Montechiarugolo, prima di essere ceduto nel 1531 a Costanza del Carretto, conosciuta come Madama la Grande, vedova di Galeazzo Sanseverino. Nel 1562, in seguito alla scomparsa di Costanza, fu ereditato da Gilberto Sanvitale, conte di Sala e figlio naturale di Caterina, sorella di Costanza. Il Sanvitale conferì a Enea Zochi il mandato di entrare nel castello in sua vece, partecipando alla cerimonia della tenuta, durante la quale, come riportato da alcuni testi conservati presso l'Archivio di Stato di Parma, entrò “levando e abasciando il ponte levatoio e la ponticella di detto castello, aprendo e chiudendo le porte del fortilizio stesso e camminando in esso”, prima di accettare il possesso di tutti i campi e terreni circostanti, posti sotto la reggenza di diversi massari.
Nel 1588 il castello fu al centro di una disputa che coinvolse il marchese Gerolamo Sanvitale di Colorno e Gian Giacomo e Antonino Anviti, i quali erano conduttori di due terzi dei beni di Zena. Il 17 marzo 1590 il marchese cedette il castello per la somma di 45 000 scudi a una società formata dai due Anviti, dal genero di Antonio, Bartolomeo Marinoni e dal dottor Ulderico Ruscio. Il 16 maggio 1592 la quota di proprietà del Marinoni fu spartita tra i due Anviti e il dottor Gian Giorgio Ruscio. L'anno successivo gli Anviti promossero nuovamente una causa nei confronti di Gerolamo Sanvitale. Il 7 agosto 1599 la divisione della proprietà del complesso fu ulteriormente regolata da un accordo tra le famiglie Anviti e Ruscio.
Il 12 settembre 1626 la famiglia Anviti cedette la sua parte di proprietà del castello al dottor Gian Giorgio Rossi, dal quale fu trasmessa al figlio Ulderico che, tuttavia, la ebbe confiscata dopo essere stato accusato di aver commesso un delitto. Successivamente, la proprietà torno comunque nelle mani della famiglia, per mezzo della figlia Paola, maritata con il conte Francesco Rossi. La famiglia Anviti, nel frattempo denunciò l'irregolarità della cessione del 1626, riuscendo a ottenere il diritto di proprietà sulla metà del castello.
Il 29 luglio 1702 il duca di Parma e Piacenza Francesco Farnese investì i fratelli Pier Francesco e Giuseppe Anviti del feudo di Zena, elevandoli al titolo di conti; la decisione fu motivata dal fatto che Pier Francesco avesse svolto fedelmente l'incarico di segretario di alcuni esponenti della casata farnesiana in varie corti europee, mentre Giuseppe si era occupato del riordino e della successiva direzione degli archivi pubblici e segreti della Camera Ducale farnesiana.
L'11 novembre 1723 gli esecutori testamentari del conte Gian Giorgio Rossi il quale, morto senza eredi, aveva lasciato tutti i suoi averi in suffragio alla sua anima, cedettero la metà del castello di proprietà della famiglia Rossi al conte Odoardo Anviti, che ottenne quindi il possesso dell'intero edificio. Gli Anviti mantennero il possesso del castello fino all'annessione del Ducato di Parma e Piacenza nel Regno di Sardegna, in occasione della quale il conte Luigi, colonnello nelle file dell'esercito borbonico, fu arrestato e poi linciato dalla folla.
Intorno al 1860 l'edificio era in possesso del parmigiano Luigi Allegri che nel 1906 lo trasmise in eredità alla figlia Enedina, moglie del generale Badanelli Donati. Nel 1916 il complesso passò alla figlia Mercedes e, successivamente, nel 1951 ai suoi figli, Gian Mario e Milena Perotti.
Negli anni '70 vennero avviati ad opera di Gian Mario Perotti una serie di interventi di restauro dell'edificio, successivamente portati avanti dal figlio Emanuele che ne aveva ereditato la proprietà. Negli anni duemila gli interventi di restauro in corso presso il castello furono oggetto di un programma di ricerca patrocinato dal Ministero per i beni culturali e incentrato sulla funzionalizzazione degli edifici storici; il progetto, denominato S.O.C.R.A.T.E.S., partendo dal caso di studio del castello, mirava alla definizione di metodi di interesse generale e forme di collaborazione nell'ambito del recupero di costruzioni caratterizzate da un importante valore sotto i punti di vista storico e architettonico.

## Struttura

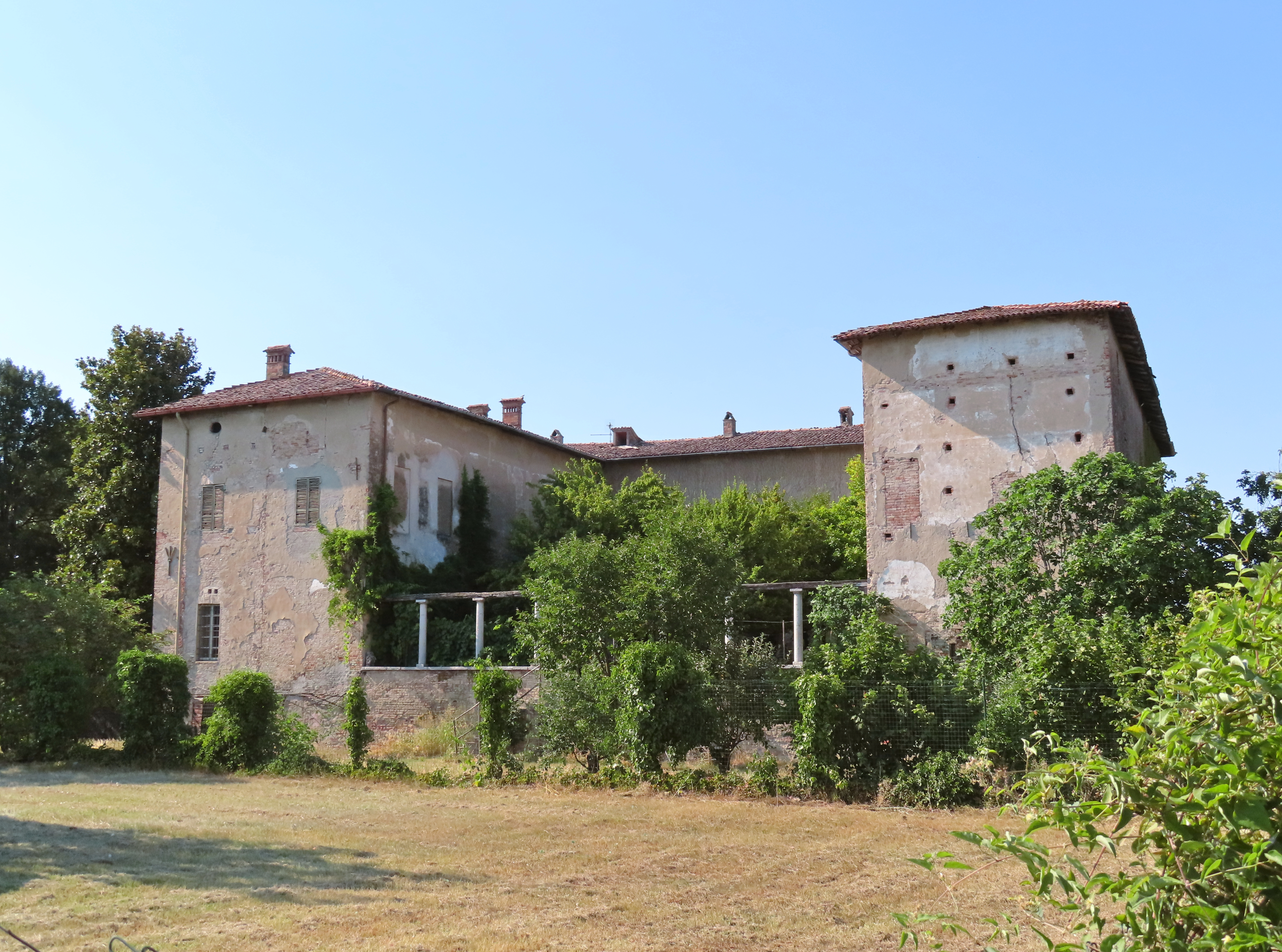
Lato sud

Il castello che, tutelato mediante un vincolo apposto dal Ministero per i beni culturali, si sviluppa su una superficie complessiva di 2470 m², inserito in un'area che si estende complessivamente per poco meno di 24000 m².
Il castello, che si compone di un seminterrato, due piani fuori terra e, infine, il sottotetto, nonostante alcuni rimaneggiamenti occorsi nel corso degli anni, mantiene alcuni caratteri peculiari dell'architettura castrense; la struttura presenta una pianta quadrata con una corte interna contornata da corpi di fabbrica, uno dei quali distrutto durante il XVIII secolo.
Il complesso è circondato da un vallo, che ripercorre l'originario fossato, ed è oltrepassato da un ponte in muratura, posto sul fronte occidentale e realizzato verso la fine del Settecento in sostituzione del preesistente ponte levatoio, del quale si possono ancora notare alcune tracce.
All'interno dell'edificio si trova un grande camino sopra al quale è presente uno stemma della famiglia Rossi, e diversi affreschi e sovraporte, ripristinati nel corso dei restauri effettuati nella seconda metà del XX secolo.
Oltre al castello vero e proprio, il complesso comprende ulteriori cinque edifici: la ferraia e casa Douglas Scotti, situate anteriormente rispetto al castello, uno stallino a due piani e l'antico mulino, entrambi posti alle spalle del castello e, infine, una casetta con una superficie di circa 100 m².

## Il castello nella cultura di massa
Nel 2011 il castello è stato teatro del set del cortometraggio Il Custode, vincitore del premio di miglior cortometraggio nella sezione MyGiffoni al Giffoni Film Festival 2013.